# Swuki Mu
Swuki Mu (russisch Зву́ки Му; englische Transkription Zvuki Mu) war in den 1980er und 1990er Jahren eine avantgardistische Rock-Band aus Russland und in der Folgezeit faktisch Soloprojekt des Bandleaders Pjotr Mamonow. Der Name bedeutet übersetzt Klänge von Mu, wobei die Bedeutung von Mu offenbleibt: als Abkürzung für Musik, Moskaus Straßen (russisch Moskowskije ulizy) oder als Laut der Kühe Muh.

## Geschichte
Gegründet 1981, erlangte Swuki Mu besonders durch die exzentrischen Bühnenshows von Pjotr Mamonow und seine absurden Texte schnell Kult-Status, insbesondere in der intellektuellen Szene. Die ersten Alben erschienen zunächst nur auf Audiocassetten und wurden erst später als CDs veröffentlicht. Der Bekanntheitsgrad der Gruppe in der Allgemeinheit wuchs schlagartig mit dem Erscheinen des Albums Prostyje weschtschi („Einfache Dinge“) 1988 und Fernsehauftritten in dieser Zeit. Kombiniert mit simplen Sound-Strukturen und Synthesizer-Klängen war diese Musik untypisch für die sowjetische Rockmusik der 1980er Jahre. Sie gilt als einflussreicher Wegbereiter vieler zeitgenössischer russischer Bands.

## Diskografie

### Alben
- 1988: Простые вещи (Doppel-CD 1996, „Einfache Dinge“)
- 1988: Крым (CD 1991, Отделение Мамонов; „Krim“)
- 1989: Звуки Му (Opal Records, produziert von Brian Eno, „Zvuki Mu“)
- 1991: Транснадежность (CD 1994, Отделение Мамонов, „Transverlässlichkeit“)
- 1995: Грубый Закат (Отделение Мамонов, „Grober Sonnenuntergang“)
- 1996: Жизнь амфибий, как она есть („Das Leben der Amphibien, wie es ist“)
- 1997: Легенды русского рока (Moroz-Records-Reihe, "Legenden des russischen Rock"),
- 1998: Набрал хороших на один компакт (Sampler, „Hab' gute [Lieder] für eine CD zusammen“)
- 1999: Шкура Неубитого (Moroz Records, „Fell des Nichtgetöteten“)
- 2002: Шоколадный Пушкин (CD, Doppel-DVD 2005, „Schokoladen-Puschkin“)
- 2002: Шкура Неубитого-2 („Fell des Nichtgetöteten 2“)
- 2002: Электро Т („Elektro T“)
- 2003: Великое молчание вагона, метро (Gedichte, „Das große Schweigen des Waggons, Metro“)
- 2003: Зелёненький (etwa „Grünchen“)
- 2003: Мыши 2002 („Mäuse 2002“)
- 2005: Сказки братьев Гримм („Märchen der Brüder Grimm“)

### DVDs
- 2006: Мыши, мальчик Кай и Снежная королева („Die Mäuse, der Junge Kay und die Schneekönigin“)
- 2008: Грубый закат в Киеве (Live-DVD, „Grober Sonnenuntergang in Kiew“)